# Сіяч (ван Гог)
«Сіяч» (нід. De zaaier) — серія картин нідерландського художника Вінсента ван Гога, написана 1888 як наслідування Жану-Франсуа Мілле.

## Історія
Ван Гог був заворожений темою сіяча. Ще в 1880 році він написав копію з «Сіяча» Жана-Франсуа Мілле, творчість якого була ван Гогу прикладом освітлення селянської тематики в живописі. Пізніше в Арлі Вінсент ван Гог створив свої власні роботи на цю тему. Цікава особливість цієї картини полягає в тому, що призахідне сонце утворює німб навколо голови сіяча. У своєму листі до друга Еміля Бернара Ван Гог називає снопи і Сіяча символами нескінченності життя, вони показують повторюваність процесу зростання, збору плодів рослин і цвітіння. Сіяч, таким чином, символізує життя. Пізніше Ван Гог буде працювати над образом женця, в якому він бачить символ смерті. Він писав у своїх листах:
| «У сенсі, що людина являє собою зерно, яке прибирає жнець. Тобто, ти бачиш, що це протилежність сіяча, якого я спробував написати раніше». |

## Галерея творів серії

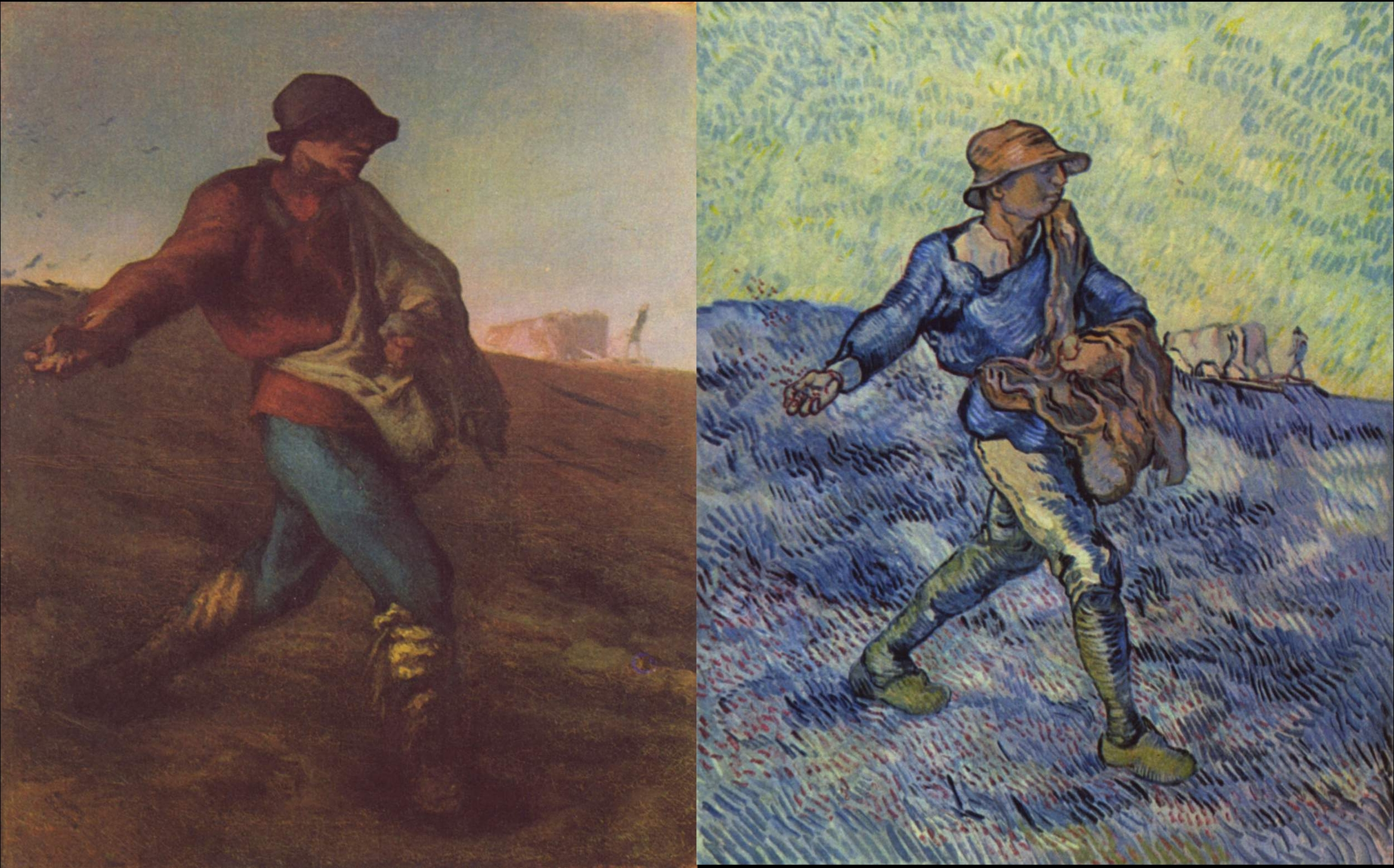
«Сіяч» Мілле та копія пензля ван Гога, 1889
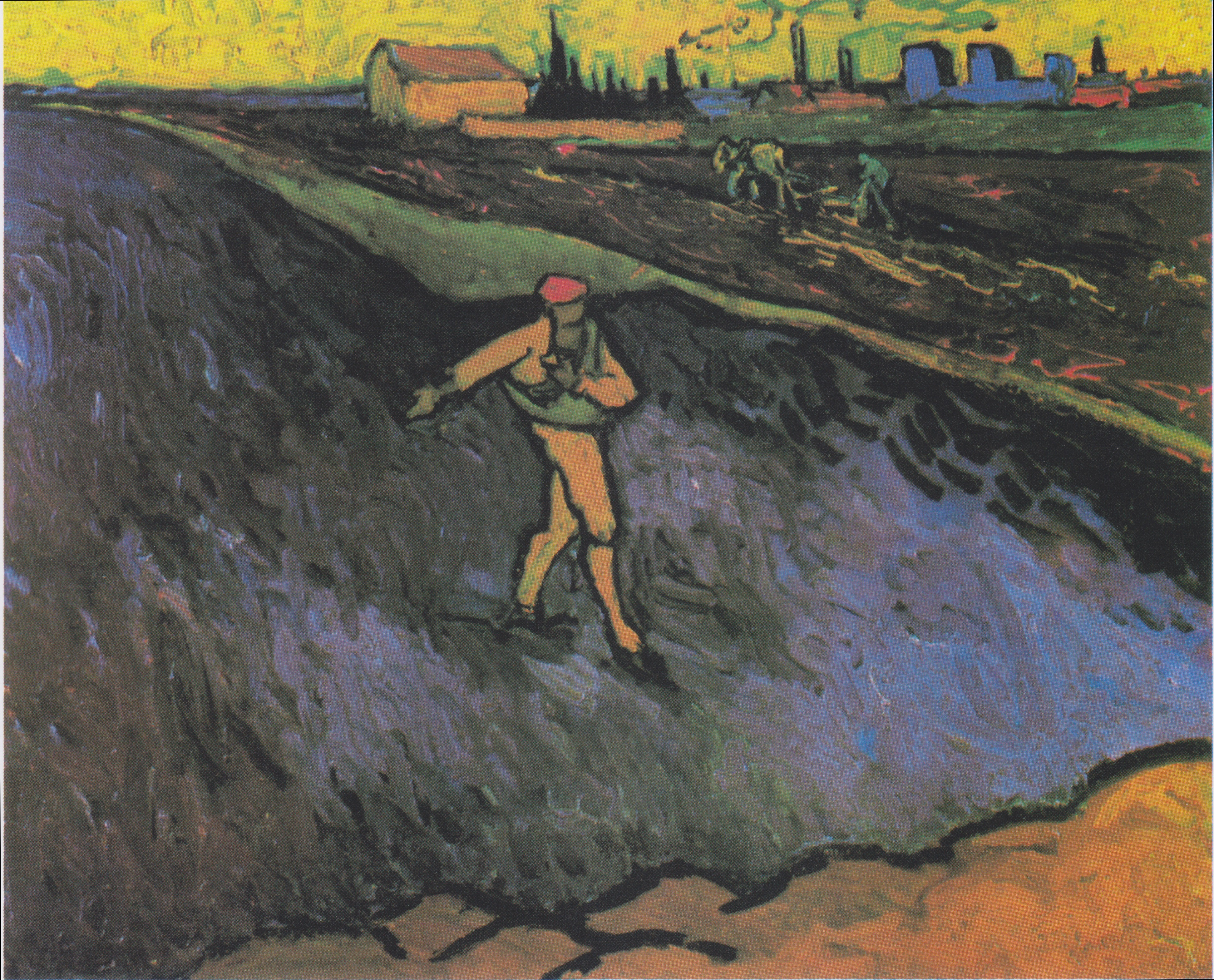
33 x 40 см, 1888, Музей Арманда Хаммера
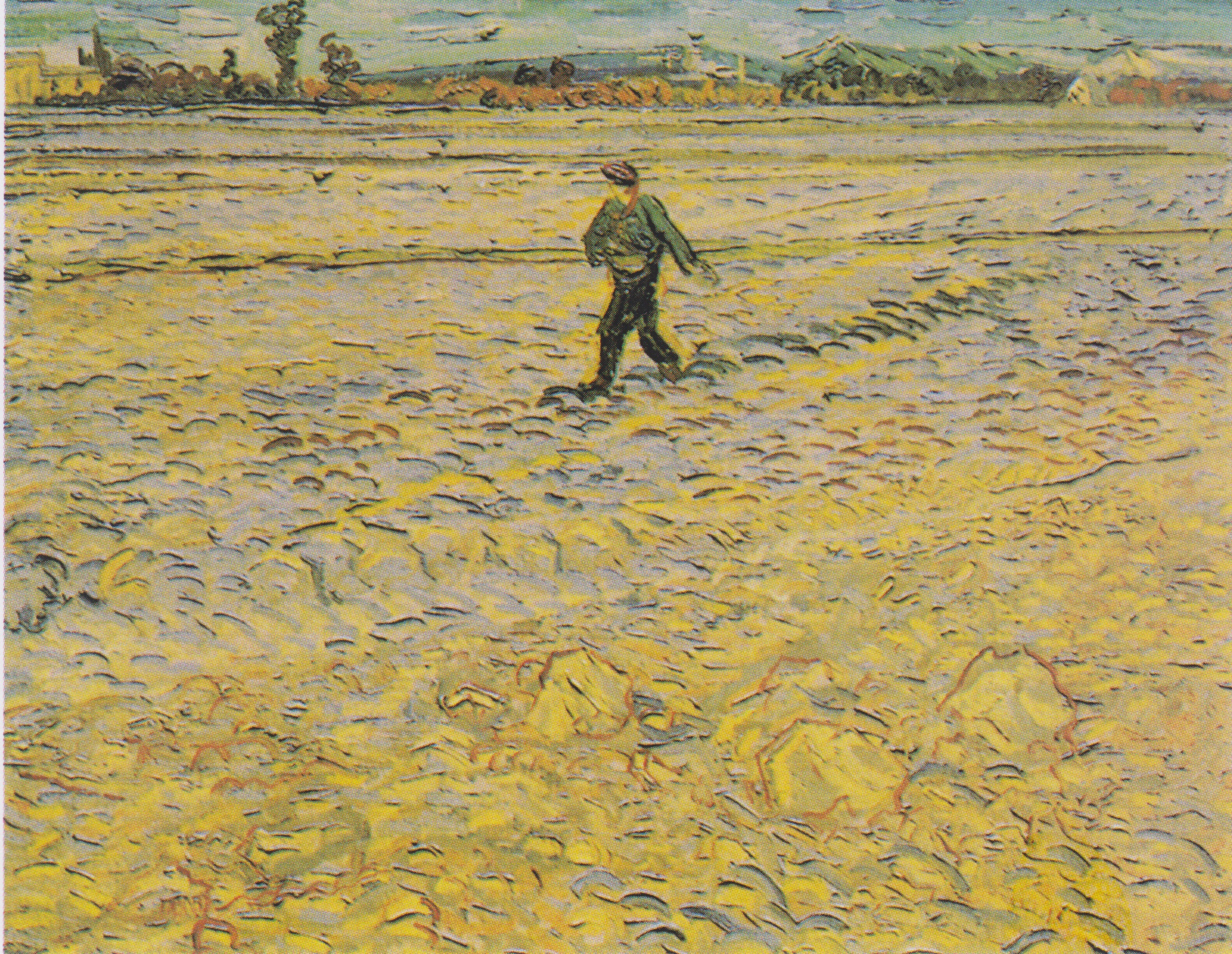
72,0 x 91,5 см, 1888, Вілла Флора
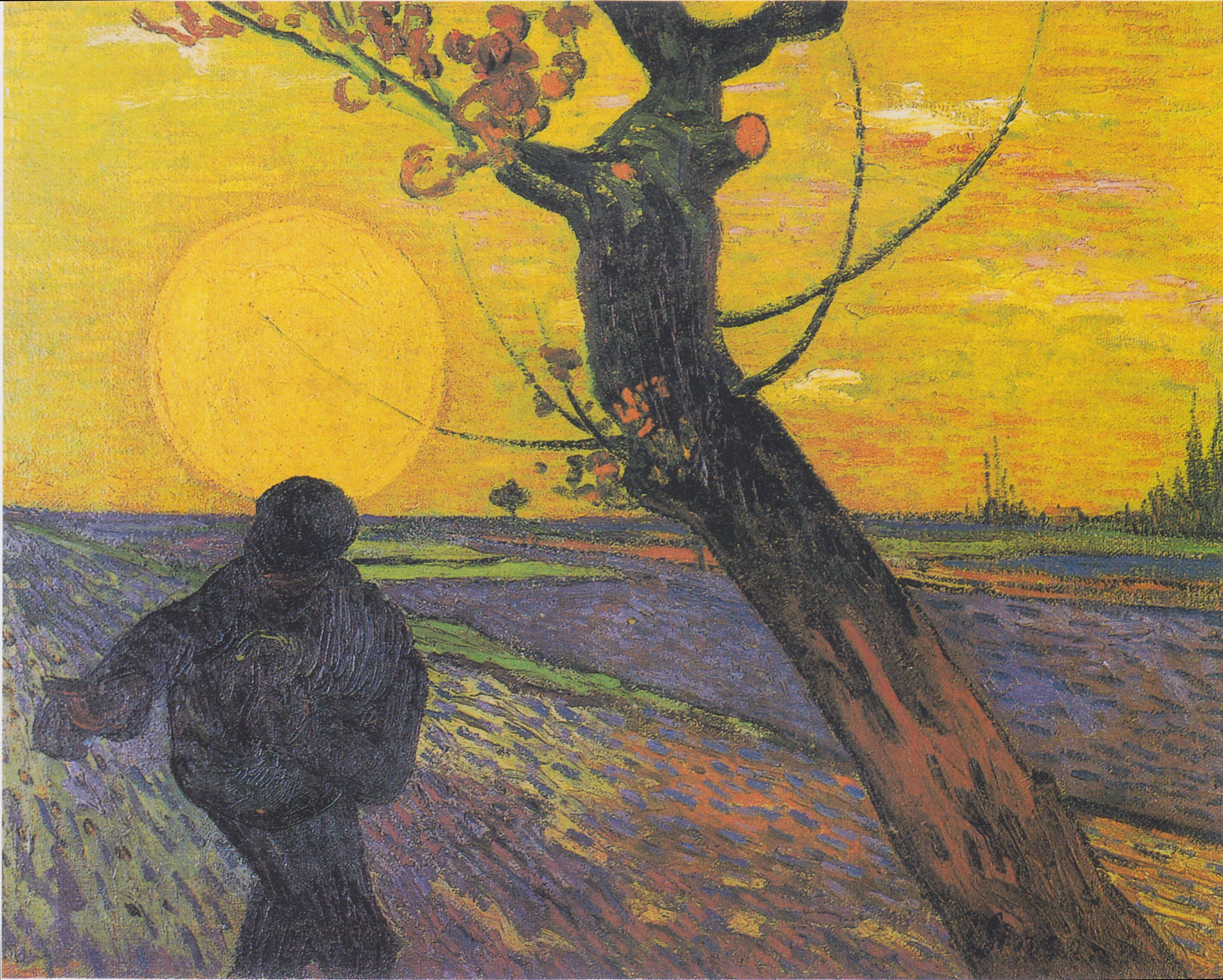
73,5 x 93,0 см, 1888, Зібрання Фонду Еміля Бюрле
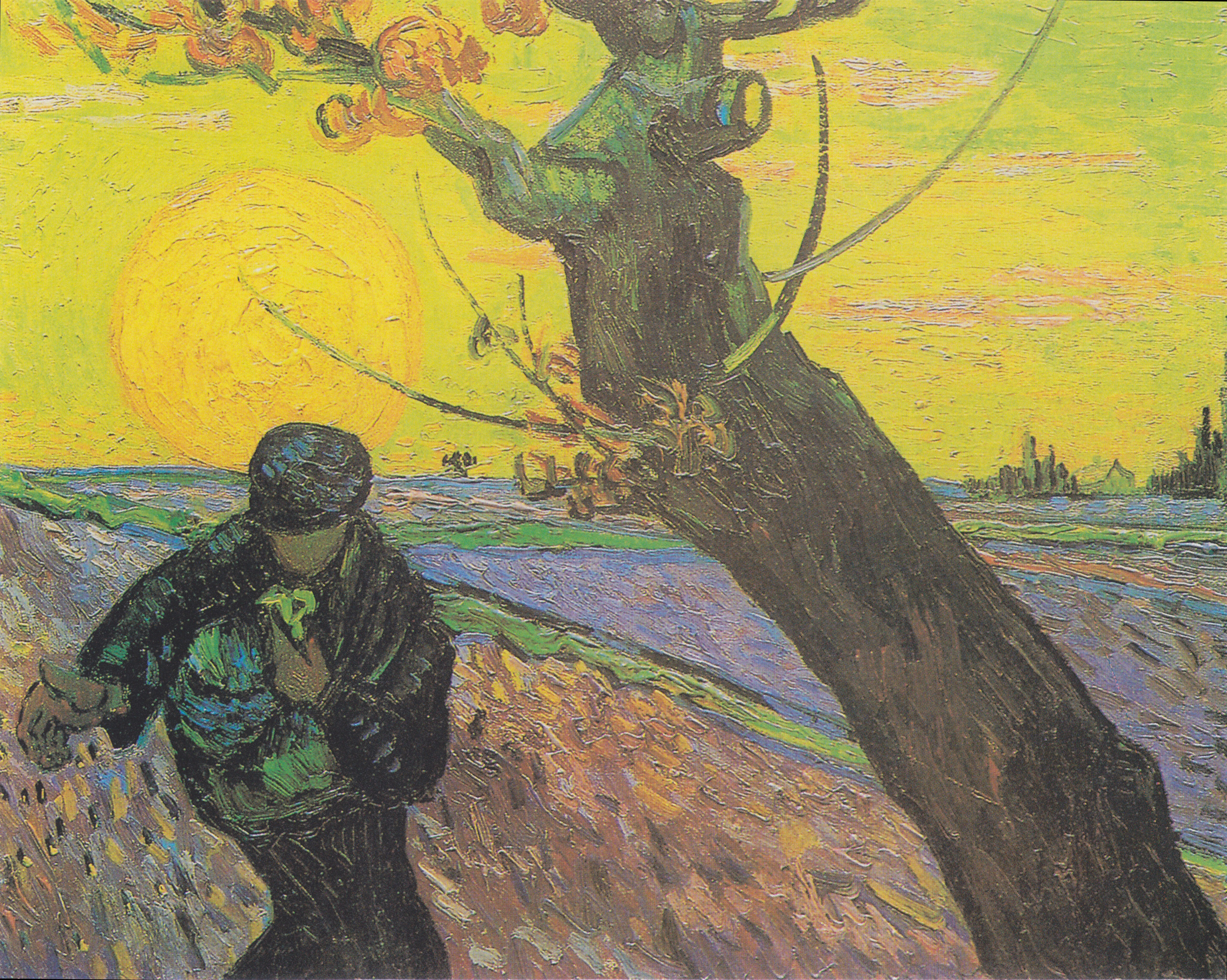
32,0 x 40,0 см, 1888, Музей ван Гога